# 중산 공원
중산 공원(중국어: 中山公園, 병음: Zhōngshān Gōngyuán)은 쑨원을 기념하여 이름 붙여진 공원으로, 중국, 타이완 등 중국어권 국가에 있는 여러 공원이다.

## 목록

### 중국
- 베이징 중산 공원
- 상하이 중산 공원
- 다롄 중산 공원

### 홍콩
- 중산기념공원

### 타이완
- 중산 공원 (타이베이 시)
- 타이중 공원

### 캐나다
- 쑨얏센 중국 정원 (중산 공원)